# Wolfgang Leidig
Wolfgang Leidig (* 26. September 1954 in Ulm) ist ein deutscher Politiker (SPD), war Oberbürgermeister der Stadt Schwäbisch Gmünd und Amtschef und Ministerialdirektor im Ministerium für Finanzen und Wirtschaft des Landes Baden-Württemberg.

## Leben
Nach dem Abitur 1973 in Albstadt-Ebingen nahm Leidig an der Universität Tübingen das Studium der Mathematik auf. Nach dem Vordiplom 1975, wechselte er zum Studium der Verwaltungswissenschaften an die Universität Konstanz, das er nach einem Auslandsstudium am Massachusetts Institute of Technology (MIT) und einer Tätigkeit als Attaché an der Ständige Vertretung der Europäischen Gemeinschaften bei den Vereinten Nationen in New York, 1982 mit einem Diplom abschloss. Anschließend folgte ein Referendariat Land beim Baden-Württemberg, das er mit dem Zweiten Staatsexamen 1984 beendete, bevor er das Jahr darauf eine Stellung am Bundesministerium für Forschung und Technologie antrat. Es folgten 1993 bis 2001 Stellungen am Sächsischen Staatsministerium des Inneren als stellvertretender Abteilungsleiter sowie am Wirtschaftsministerium Sachsen-Anhalt als Referatsleiter.
Im Jahr 2001 stellte sich Leidig in der baden-württembergischen Stadt Schwäbisch Gmünd als Oberbürgermeister zur Wahl und setzte sich mit einer Zustimmung von 67 Prozent gegen den Politiker der CDU Klaus Michael Rückert durch. Bei der turnusgemäßen Oberbürgermeisterwahl 2009 in Schwäbisch Gmünd verlor Leidig mit 44,2 Prozent Zustimmung gegen den CDU-Politiker Richard Arnold.
Nach seiner Wahlniederlage engagierte sich Leidig bei der East African Community im Auftrag der Gesellschaft für Internationale Zusammenarbeit, bevor er am 30. Mai 2011 Ministerialdirektor im Ministerium für Finanzen und Wirtschaft des Landes Baden-Württemberg wurde. Diese Position entspricht in anderen Bundesländern einem Staatssekretär. Am 15. April 2014 wurde seine Entlassung bekannt gegeben.
Wolfgang Leidig ist mit der promovierten Juristin Christine Blaschczok verheiratet und hat zwei Kinder. Nach seiner Ehefrau wurde der Gmünder Einhorn-Tunnel der Tradition folgend während der Bauzeit benannt.